# Praveen Chithravel
Praveen Chithravel (Hindi प्रवीण चित्रवेल; * 5. Juni 2001) ist ein indischer Leichtathlet, der sich auf den Dreisprung spezialisiert hat und aktuell Inhaber des Landesrekordes ist. 2023 gewann er bei den Hallenasienmeisterschaften in Astana die Silbermedaille und feierte damit seinen größten sportlichen Erfolg.

## Sportliche Laufbahn
Erste internationale Erfahrungen sammelte Praveen Chithravel im Jahr 2018, als er bei den Olympischen Jugendspielen in Buenos Aires die Bronzemedaille im Dreisprung gewann. Im Jahr darauf erreichte er bei den Asienmeisterschaften in Doha das Finale, brachte dort aber keinen gültigen Versuch zustande. Anschließend belegte er bei der Sommer-Universiade in Neapel mit einer Weite von 15,96 m den achten Platz. 2022 schied er bei den Weltmeisterschaften in Eugene mit 16,49 m in der Qualifikationsrunde aus und anschließend belegte er bei den Commonwealth Games in Birmingham mit 16,89 m den vierten Platz. Im Jahr darauf gewann er bei den Hallenasienmeisterschaften in Astana mit 16,98 m die Silbermedaille hinter dem Chinesen Fang Yaoqing. Im Mai stellte er mit 17,37 m einen neuen indischen Landesrekord auf und im August schied er bei den Weltmeisterschaften in Budapest mit 16,38 m in der Qualifikationsrunde aus. Im Oktober gewann sie bei den Asienspielen in Hangzhou mit 16,68 m die Bronzemedaille hinter den Chinesen Zhu Yaming und Fang Yaoqing. 2024 gelangte er bei den Hallenweltmeisterschaften in Glasgow mit 16,45 m auf den elften Platz und im August verpasste er bei den Olympischen Sommerspielen in Paris mit 16,25 m den Finaleinzug.
2025 gewann er bei den Asienmeisterschaften in Gumi mit 16,90 m die Silbermedaille hinter dem Chinesen Zhu Yaming. Anschließend gewann er bei den World University Games in Bochum mit 16,66 m die Silbermedaille hinter dem Australier Connor Murphy.
In den Jahren 2022 und 2023 wurde Chithravel indischer Meister im Dreisprung.